# Chloe Greenfield
Chloé Linnea Ayla Greenfield (Bloomfield Hills, Míchigan; 7 de julio de 1995) es una actriz estadounidense. Greenfield actuó como Lily Smith, la pequeña hermana del rapero Eminem personaje Jimmy/'B. Rabbit' en la película del 2002 8 Mile.
Ella apareció en los premios Emmy de NBC serie de televisión ER ganadora como Sarah, la hija del personaje de John Stamos Dr. Tony Gates, desde 2005 hasta el final de la serie en 2009.

## Vida y carrera
Greenfield apareció en el vídeo musical para la canción «Alive with the Glory of Love» por la banda Say Anything.
Además interpretó el personaje titular Molly en la serie de web interactiva «Molly's Mall».
Ella se graduó desde el Andover Instituto en Bloomfield Hills, Míchigan en junio de 2013. Aun así, actualmente vive en Santa Mónica, Los Ángeles.
Frecuenta las playas y las empresas locales. Es una apasionada en Ciencias Ambientales y el apoyo a los movimientos que promueven la conciencia pública y alternativas sostenibles.

## Filmografía
| Año  | Título           | Función    | Notas        |
| ---- | ---------------- | ---------- | ------------ |
| 2002 | Milla 8 (8 Mile) | Lily Smith |              |
| 2005 | 21 Carbs         | Alicia     | Cortometraje |
| 2006 | Proyecto 313     | Dana       |              |

| Año       | Título | Función     | Notas                              |
| --------- | ------ | ----------- | ---------------------------------- |
| 2006–2009 | ER     | Sarah Riley | Personaje recurrente; 24 episodios |

## Premios y nominaciones
| Año  | Premio             | Categoría                                  | Trabajo | Resultado |
| ---- | ------------------ | ------------------------------------------ | ------- | --------- |
| 2008 | Young Artist Award | Mejor actuación en una serie de televisión | ER      | Nominada  |

## Debut en YouTube
El 9 de septiembre de 2015 subió su primer vídeo a la famosa plataforma YouTube. El nombre del canal es su nombre y apellido (Chloe Greenfield).